# Natalia Pozniakovskaia
Natalia Nikoláievna Pozniakóvskaia (en ruso: Наталья Николаевна Позняковская; Kiev, Imperio ruso, 30 de noviembrejul./ 12 de diciembre de 1889greg.-Leningrado, 9 de enero de 1981) fue una pianista y profesora rusa.

## Biografía
Nació el 30 de noviembrejul./ 12 de diciembre de 1889greg. en Kiev, donde a sus ocho años debutó interpretando el concierto para piano n.º 1, en do mayor, de Beethoven (Op. 15).
Estudió en la escuela superior de música de Kiev entre 1902 y 1908, y ya entonces realizó varias actuaciones valoradas positivamente por la crítica musical:

La extrema juventud de la pianista de catorce años desaparece por completo para el oyente al son del cuarto concierto de Beethoven, y desde los primeros compases confiamos plenamente en que la talentosa alumna tiene la capacidad de dominarse a sí misma, tiene un sonido jugoso y bello y posee grandes habilidades técnicas, individualidad y temperamento.

Luego estudió piano en el Conservatorio de San Petersburgo entre 1909 y 1913, siendo alumna de Anna Yésipova, y quedándose desde su graduación como su auxiliar de enseñanza. En el examen final interpretó un concierto de Camille Saint-Saëns para piano y orquesta, siendo galardonada con un piano Schröder como premio Rubistein, y logrando en la graduación la medalla de oro del conservatorio.
En 1914, se presentó y ganó el primer premio en el concurso de piano para mujeres de V. A. Erákova (mecenas y estudiante de Nikolái Rubinstein). La victoria en esta competición conllevaba una gira por Europa para su promoción, pero la falta de fondos y la guerra mundial imposibilitaron la gira.
Combinó sus actividades pedagógicas con sus conciertos, actuando en los programas de la orquesta sinfónica dirigida por Aleksandr Ziloti en Pávlovsk (San Petersburgo) entre 1913 y 1916, y realizando varios conciertos en solitario entre 1920 y 1925.
En 1924 fue la primera persona en interpretar del concierto n.º 3 de Serguéi Prokófiev, y en 1928 la primera también en interpretar el concierto n.º 3 de Camille Saint-Saëns, bajo la dirección de Nikolái Golovánov. Participó en los programas de cámara de la Sociedad Musical Rusa, y también actuó en tríos con el violinista Veniamín Iósifovich Sher y el violoncelista Yevgueni Vladímirovich Volf-Izrael.
En 1926, fue nombrada profesora titular en el mismo conservatorio de San Petersburgo donde continuó ejerciendo la enseñanza hasta 1941, desarrollando los principios pianísticos de la escuela de Yésipova.
Desde la década de 1930, aceptó la propuesta del Comité de Radio de Leningrado para emitir en vivo diversas obras de diferentes épocas y estilos. El último concierto de radio se realizó en el invierno de 1942.
Permaneció sitiada en Leningrado hasta 1942, cuando pudo ser evacuada a la región de Novosibirsk, donde realizó trabajos de cultivo en una cooperativa agrícola hasta 1944. Ese año fue localizada en Taskent por Markián Petróvich Frolov, el entonces director del Conservatorio de Sverdlovsk (hoy Ekaterimburgo), quien la invitó a dirigir el departamento de piano del conservatorio, donde continuó ejerciendo de profesora hasta 1964.
Actuó en la Filarmónica de Sverdlovsk, en conciertos en solitario y en conjuntos: en la década de 1950 actuó a dúo con el pianista Isai Mijáilovich Renzin, y en los años 1960 a dúo con 
la violinista Liudmila Mijáilovna Nikíforova, y en cuartetos o quintetos con Mijaíl Glinka, Serguéi Tanéyev y otros. Propagandizó la música de Dmitri Shostakóvich, Serguéi Prokófiev y Nikolái Miaskovski, actuando en la grabación de conciertos en radio y posteriormente en televisión.
Participó en las notas científicas y metodológicas del Conservatorio de los Urales con un artículo «Sobre algunos principios de ejecución y enseñanza de la escuela de Anna Nikoláyevna Yésipova», en donde describe las características del pianismo de Yésipova mediante algunos aspectos de su técnica, contribuyendo además a restaurar la autoridad de sus principios pedagógicos.
En 1964, se trasladó nuevamente al Conservatorio de San Petersburgo, donde ejerció la enseñanza hasta su fallecimiento en Leningrado el 9 de enero de 1981.

## Obras
Realizó las siguientes obras literarias:
- «О некоторых исполнительских и педагогических принципах школы Анны Николаевны Есиповой: из воспоминаний об А.Н. Есиповой» [Sobre algunos principios de ejecución y enseñanza de la escuela de Anna Nikoláyevna Yésipova: de las memorias sobre A. N. Yésipova]. Notas científicas y metodológicas del Conservatorio de los Urales (en ruso) (Sverdlovsk). 1957.
- Живая традиция: рассказ о классе им. А. Н. Есиповой [Tradición viva: historia de la enseñanza de A. N. Yésipova] (en ruso). 1966.

En 2014, se publicó una compilación con sus memorias y principales artículos y grabaciones, presentada en formato libro con disco compacto adjunto, titulado Natalia Pozniakóvskaia. Memorias. Artículos en ruso.